# Rastrognathia macrostoma
Rastrognathia macrostoma är en djurart som tillhör fylumet käkmaskar, och som beskrevs av Kristensen och Nørrevang 1977. Enligt Catalogue of Life ingår Rastrognathia macrostoma i släktet Rastrognathia och familjen Rastrognathiidae, men enligt Dyntaxa är tillhörigheten istället släktet Rastrognathia och familjen Rastroganathidae. Arten är reproducerande i Sverige. Inga underarter finns listade i Catalogue of Life.